# Делхај (Калифорнија)
Делхај (енгл. Delhi) насељено је место без административног статуса у америчкој савезној држави Калифорнија.

## Демографија
По попису из 2010. године број становника је 10.755, што је 2.733 (34,1%) становника више него 2000. године.
| Група             | 2000.         | 2010.         |
| Белци             | 2.980 (37,1%) | 2.338 (21,7%) |
| Афроамериканци    | 136 (1,7%)    | 118 (1,1%)    |
| Азијати           | 209 (2,6%)    | 405 (3,8%)    |
| Хиспаноамериканци | 4.448 (55,4%) | 7.706 (71,7%) |
| Укупно            | 8.022         | 10.755        |